# Estrusore

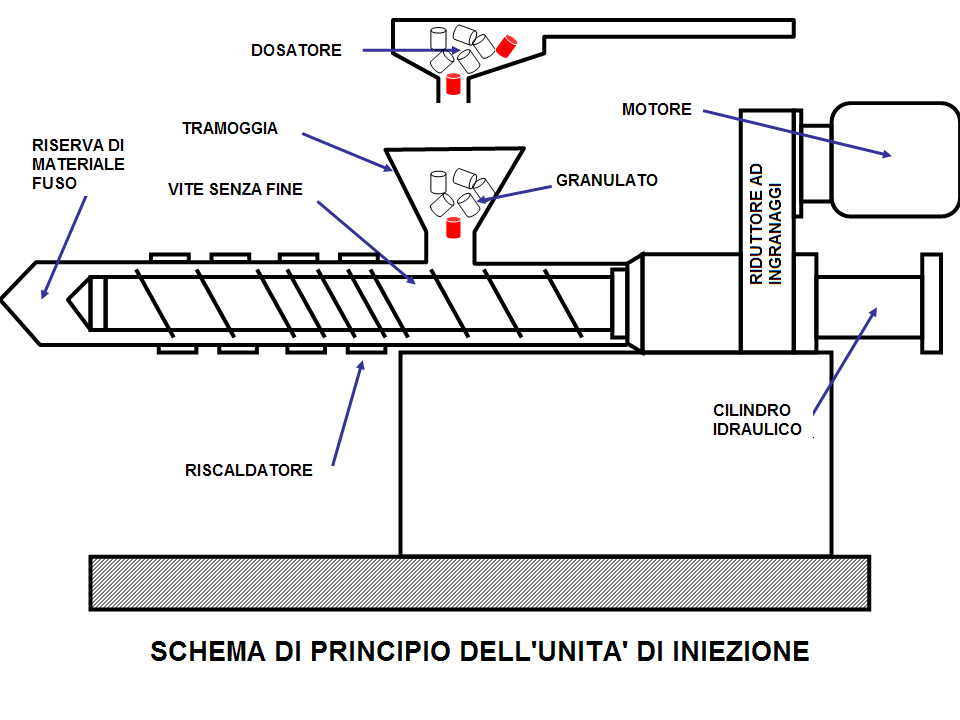
Schema di principio dell'unità di iniezione di una moderna pressa per lo stampaggio a iniezione delle materie plastiche.

L'estrusore è una macchina, usata soprattutto nell'industria delle materie plastiche, che permette di ottenere degli estrusi, ossia delle forme di sezione costante prestabilita dalla forma della trafila e di lunghezza determinata dall'intervallo di taglio.

## Schema di funzionamento
Un tipico estrusore impiegato in ambito industriale (ad esempio per la lavorazione di metalli e materie plastiche) è costituito essenzialmente da un cilindro (costituito da un tubo di acciaio nitrurato) all'interno del quale ruotano una o due viti senza fine (si parla quindi rispettivamente di "estrusore monovite" e "estrusore bivite"); in corrispondenza dell'alimentazione al cilindro è predisposta una tramoggia di carico (talvolta preceduta da un dosatore), mentre in corrispondenza dell'uscita del cilindro è posta una "filiera" o "matrice". Il prodotto estruso può inoltre essere inviato in stampi chiusi ("stampaggio ad iniezione") oppure soffiato in modo da ottenere film ("filmatura per soffiaggio").

### Zone dell'estrusore
All'interno dell'estrusore il materiale attraversa successivi cicli termici e meccanici, per cui si distinguono tre zone:
- zona di alimentazione: in questa zona (vicina alla tramoggia di carico) il materiale viene introdotto e subisce variazioni di pressione trascurabili;
- zona di compressione: in questa zona il materiale è sottoposto ad un notevole aumento di pressione, grazie ad un aumento del diametro del nocciolo della vite;
- zona di dosaggio: in questa zona (vicina alla filiera) il materiale subisce variazioni di pressione trascurabili.

Inoltre, a seconda dello stato di aggregazione del materiale, nell'estrusore si possono individuare le seguenti zone:
- zona di trasporto del solido: in questa zona (vicina alla tramoggia di carico) il materiale è completamente solido; in questa zona in genere si effettua un raffreddamento ad acqua (tramite una camicia), in modo da evitare che il materiale fluidifichi troppo presto "bloccando" l'alimentazione;
- zona di transizione: in questa zona il materiale è in parte solido e in parte fuso; la fusione del materiale prosegue grazie all'attrito del materiale con le pareti interne dell'estrusore e all'uso di un riscaldatore a resistori elettrici;[1]
- zona di trasporto del fuso: in questa zona (vicina alla filiera) il materiale è completamente fuso.

### Geometria di vite e cilindro

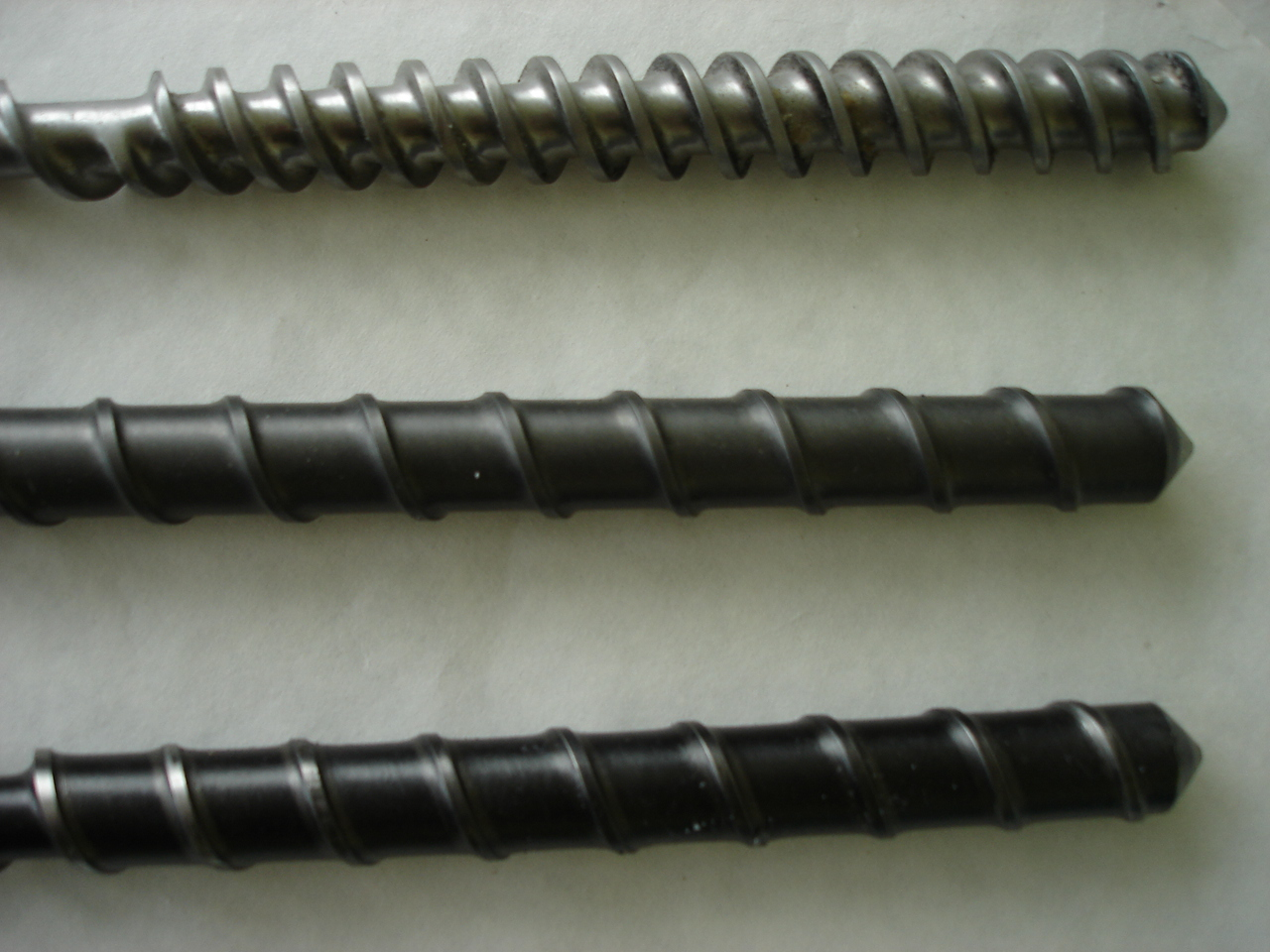
Esempi di viti per estrusori.

La vite è costituita da un "nocciolo" centrale (di sezione variabile) attorno al quale è avvolto un "filetto" spiraliforme, con un angolo di inclinazione di circa 30°. La sua funzione è quella di trasportare il materiale.
Se l'attrito tra il materiale e la superficie della vite fosse maggiore dell'attrito tra il materiale e la superficie del cilindro, si rischierebbe di fare ruotare il materiale attorno alla vite senza farlo avanzare; per tale motivo, viene diminuito l'attrito tra il materiale e la superficie della vite sottoponendo quest'ultima a lappatura, mentre la superficie del cilindro viene sottoposta a lavorazioni che ne aumentano la rugosità.

## Tipologie costruttive

### Estrusore monovite
Gli estrusori monovite sono composti da una singola vite senza fine che ruota all'interno del cilindro.
Per mezzo dell'estrusore monovite si possono creare prodotti di piccole dimensioni e di grandezza costante oppure tubi di grandi dimensioni per le condutture dell'acqua e/o gas. La materia prima utilizzata si presenta sotto forma di granuli.

### Estrusori bivite
I modelli più complessi sono bivite, sono cioè costituiti da due viti compenetranti nel cilindro; hanno una forma simile in sezione a un doppio cerchio parzialmente sovrapposto; le viti possono ruotare in senso concorde (estrusore bivite corotante) o discorde (estrusore bivite controrotante).
La materia prima utilizzata negli estrusori bivite si presenta sotto forma di granuli o di polvere.
Gli estrusori bivite sono molto utilizzati nell'ambito del riciclaggio delle materie plastiche; vengono impiegati in svariati settori medicali, sono adatti per la produzione di profili per serramenti, tubi di piccole e grandi dimensioni, profili di qualsiasi forma e dimensione, pannelli per coperture.

### Coestrusione
La coestrusione permette di estrudere contemporaneamente materiali diversi tra loro e stratificarli prima della matrice/testa di estrusione o direttamente nella matrice/testa di estrusione.

### Tandem
Un insieme di più estrusori adibiti a funzioni diverse viene detto "tandem". Generalmente si tratta di due o tre estrusori che, nell'industria dei polimeri, garantiscono rispettivamente fusione, raffreddamento con omogeneizzazione e stabilizzazione della pressione del materiale di partenza, per garantire la costanza della portata in uscita di ciò che si sta trattando.
I sistemi tandem prevedono la presenza di punti di iniezione tra due macchine, in modo da permettere l'ingresso di liquidi coloranti o lubrificanti tra un estrusore e l'altro.

## Estrusore per argilla
L'estrusore che viene utilizzato nella lavorazione delle argille è uno strumento manuale, con una leva collegata ad un pistone, nel quale l'argilla viene spinta attraverso una trafila circolare. Di fatto, è un dosatore di materiale, utile nelle botteghe d'arte ceramica.